# Olenecamptus tagalus
Olenecamptus tagalus là một loài bọ cánh cứng trong họ Cerambycidae.